# Comuna de Bejsce
Bejsce (polaco: Gmina Bejsce) é uma gminy (comuna) na Polónia, na voivodia de Santa Cruz e no condado de Kazimierski. A sede do condado é a cidade de Bejsce.
De acordo com os censos de 2004, a comuna tem 4362 habitantes, com uma densidade 75,5 hab/km².

## Área
Estende-se por uma área de 57,74 km², incluindo:
- área agricola: 92%
- área florestal: 1%

## Demografia
Dados de 30 de Junho 2004:
|                      | Total   | Total | Mulheres | Mulheres | Homens  | Homens |
| -------------------- | ------- | ----- | -------- | -------- | ------- | ------ |
|                      | pessoas | %     | pessoas  | %        | pessoas | %      |
| População            | 4362    | 100   | 2201     | 50,5     | 2161    | 49,5   |
| Densidade (pop./km²) | 75,5    | 100   | 38,1     | 38,1     | 37,4    | 37,4   |

De acordo com dados de 2005, o rendimento médio per capita ascendia a 1283,22 zł.

## Comunas vizinhas
- Kazimierza Wielka, Koszyce, Opatowiec